# Оне, Райан
Ра́йан Оне́ (англ. Ryan Oné; родился 26 июня 2006, Котбридж) — шотландский футболист, нападающий клуба «Шеффилд Юнайтед».

## Клубная карьера
Воспитанник футбольной академии «Гамильтон Академикал». 3 июля 2022 года дебютировал за «Гамильтон Академикал» в матче шотландского Чемпионшипа против «Гринок Мортон».
2 сентября 2023 года было объявлено о перехода Райана в английский клуб «Шеффилд Юнайтед». 28 октября 2023 года дебютировал в основном составе «Шеффилд Юнайтед»  в матче английской Премьер-лиги против «Арсенала».

## Карьера в сборной
Выступал за сборные Шотландии до 17 и до 19 лет.

## Личная жизнь
Отец Райана — французский футболист Арман Оне.